# جونز کریک (تگزاس)
جونز کریک، تگزاس(به انگلیسی: Jones Creek, Texas) شهری در ایالت تگزاس از ایالات جنوبی ایالات متحده آمریکا است. در سرشماری سال ۲۰۰۰، جمعیت این شهر ۲۱۳۰ نفر اعلام شد.